# François Steyn
Pour les articles homonymes, voir Steyn.

a Compétitions nationales et continentales officielles uniquement.

b Matchs officiels uniquement.
Dernière mise à jour le 14 août 2023.
François Philippus Lodewyk Steyn, né le 14 mai 1987 à Aliwal North (Afrique du Sud), est un joueur international sud-africain de rugby à XV. Il évolue le plus souvent au poste d'arrière ou de centre. Il est néanmoins polyvalent et peut jouer à tous les postes des lignes arrière sauf en demi de mêlée. Ce jeune espoir sud-africain s'est révélé en 2007 en gagnant la Coupe du monde de rugby à l'âge de 20 ans, il remporte à nouveau la Coupe du monde douze ans plus tard en 2019.

## Biographie

### Carrière en club
Dans sa jeunesse, il est élève au Grey College de Bloemfontein, l'une des meilleures écoles d'Afrique du Sud et pourvoyeur de Springboks. Parmi les anciens élèves figurent : Morné du Plessis, Ruben Kruger et Heinrich Brüssow.

#### Sharks et Natal Sharks
Il est titularisé à l'aile lors de la finale du Super Rugby 2007 contre les Bulls. A la 77e minute, il rate la transformation sur l'essai de van den Berg, le score reste ainsi à 19-13, laissant une chance au Bulls de l'emporter sur un essai transformé. A la 79e minute, il récupère la balle mais échoue à l'envoyer en touche pour siffler la fin du match. Le ballon est récupéré par les Bulls, et après plusieurs phases de jeu Bryan Habana aplati près des poteaux à la 83e. L'essai est transformé par Derick Hougaard, donnant la victoire 20-19 aux Bulls.
En 2008, il remporte la Currie Cup avec les Natal Sharks face aux Blue Bulls. Il inscrit le second essai de son équipe.

#### Racing Métro 92
En avril 2009, il annonce la signature d'un contrat de deux ans avec le Racing Métro 92, alors en Pro D2 pour jouer en France, à partir de l'automne 2009. Sa rémunération est estimée à 750 000 euros par saison. Suite la montée du club, Il fait ses débuts en Top 14 le 26 septembre 2009 à domicile avec une victoire 18 à 14 face à Montpellier.

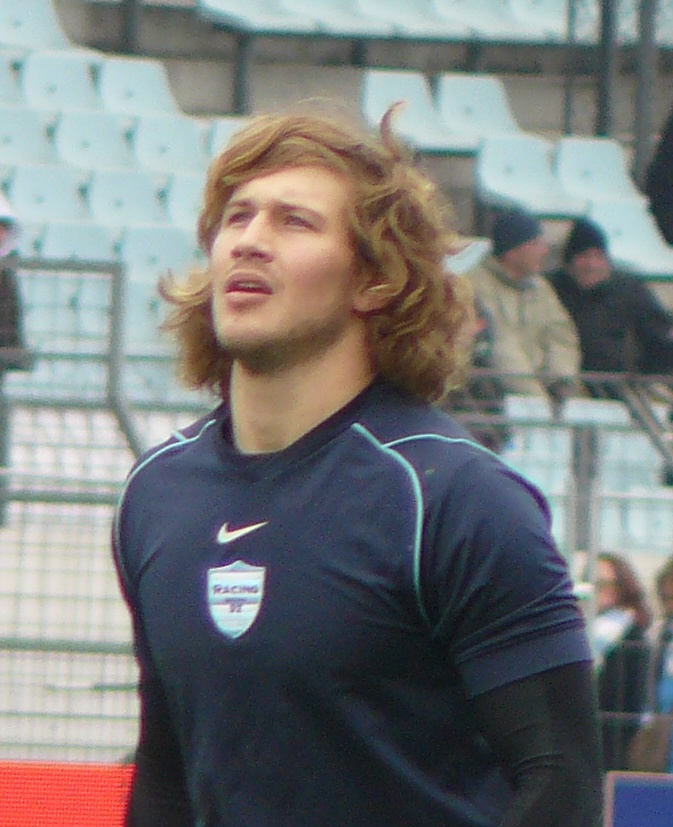
François Steyn avec le Racing Métro 92 en 2010.

Lors de la saison 2009-2010 du Top 14 et d'un match entre son club, le Racing, et Clermont, il prouve une fois de plus qu'il possède un jeu au pied phénoménal en tentant, et réussissant un drop extraordinaire depuis son propre camp, à près de 60 mètres des poteaux adverses.

#### Retour aux Sharks puis départ au Japon
Il quitte le Racing Métro en juin 2012 et retourne aux Sharks. En mai 2013, souffrant du syndrome des loges, il doit se faire opérer et mettre un terme à sa saison. En 2014, il rejoint le Japon pour évoluer avec Toshiba Brave Lupus.
En décembre 2014, il annonce qu'il disputera la saison 2015 de Super 15 avec les Sharks, relançant ainsi les hypothèses sur son retour avec Springboks, équipe avec laquelle il avait rompu son contrat en 2014. Après un court séjour dans son pays natal et sept matchs en 2015 en Super rugby avec les Sharks, il revient au Japon faire en 2015, une pige de dix matchs au Toshiba Brave Lupus.

#### Montpellier
Il rejoint le Montpellier Hérault rugby en février 2016. Pour sa première saison il remporte le Challenge Européen, il est aligné au poste de centre au coup d'envoi du match face aux Harlequins. En Top 14 son équipe est éliminé en demi-finale.
Pour la saison 2017-2018, son équipe s'incline 13 à 29 en finale du Top 14 face à Castres.
En mai 2017, il est sélectionné dans le groupe des Barbarians par son futur entraîneur à Montpellier, Vern Cotter, pour affronter l'Angleterre, le 28 mai à Twickenham puis l'Ulster à Belfast le 1er juin. Titulaire lors du premier match, les Baa-Baas Britanniques s'inclinent finalement 28 à 14 face aux Anglais. Il n'est pas sur la feuille de match pour la victoire des Baa-Baas 43 à 28 en Irlande.

#### Fin de carrière en Afrique du Sud
En avril 2020, il annonce qu'il quitte, après cinq saisons, le MHR et qu'il rejoint, à partir de la saison 2020-2021, la province sud-africaine des Cheetahs de Bloemfontein, qui joue actuellement en Pro14,.
Le 2 mai 2022, la franchise annonce la prolongation de Steyn jusqu'à la fin de saison 2022-2023.
À la suite de l'intégration des franchises sud-africaines en Challenge Cup pour la saison 2022-2023, il affronte Pau en phase de groupe, puis en huitième de finale le RC Toulon à Mayol.
Steyn annonce arrêter sa carrière le 11 juillet 2023.

### Carrière internationale
François Steyn devient international des moins de 19 ans et joue la coupe du monde avec cette équipe en 2006.
Après avoir seulement disputé dix matchs avec les Natal Sharks, il connaît déjà sa première sélection internationale avec l'équipe d'Afrique du Sud le 11 novembre 2006 contre l'équipe d'Irlande. Il marque un essai dès cette première sélection. Titulaire lors des trois test matches d'automne en novembre 2006, il révèle la puissance de son jeu au pied en marquant un drop spectaculaire de 55 m. Il joue ensuite les trois test-matchs contre les Anglais et les Samoa lors de la tournée d'été 2007.
Lors du premier match du Tri-nations 2007, il marque deux drops décisifs dans les dix dernières minutes pour une victoire 22-19 contre l'équipe d'Australie.

#### Coupe du monde 2007
Retenu dans le squad sud-africain pour la Coupe du monde de rugby 2007, il devient rapidement titulaire au poste de centre après la blessure de Jean de Villiers. Il dispute la coupe du monde 2007, il joue sept rencontres et brille particulièrement. Lors de la finale de la coupe du monde 2007 face à l'équipe d'Angleterre, il inscrit la dernière pénalité à une distance de 48 mètres et l'Afrique du Sud devient pour la seconde fois de son histoire championne du monde. François Steyn devient le plus jeune joueur à avoir remporté une coupe du monde, à seulement 20 ans et cinq mois.
Il n'est qu'une seule fois titulaire lors du Tri-nations 2008, étant la plupart du temps la doublure de Percy Montgomery. En mai 2009, lors du match de Super 14 contre les Highlanders, le joueur se fait une entorse au genou, ce qui met fin à sa saison avec les Sharks. Cette blessure l'éloigne des terrains pendant plus d'un mois, mais il se rétablit pour participer aux trois test matchs contre les Lions britanniques et irlandais.
Il dispute ensuite les six rencontres du Tri-nations 2009 participant ainsi à la troisième victoire des Springboks dans la compétition. Lors du dernier match face à la Nouvelle-Zélande, il réussit trois pénalités de sa propre moitié de terrain.
Non retenu dans le squad pour le Tri-nations 2010 par Peter de Villiers, Steyn manque cruellement à son équipe puisque les Springboks s'inclinent très lourdement lors des deux premières confrontations contre les All Blacks. Il est rappelé par son entraîneur vers la fin de la compétition, les Springboks sauvent l'honneur mais l'équipe finit à la dernière place de la compétition.

#### Coupe du monde 2011
Le sélectionneur Peter de Villiers retient François Steyn dans l'équipe qui défend son titre à la Coupe du monde 2011 en Nouvelle-Zélande. Aligné à l'arrière et au centre, il est titulaire pour les 4 victoires en phase de groupe face au Pays de Galles, Fidji, Namibie et Samoa. Blessé lors du dernier match, il est forfait pour le quart de finale qui voit son équipe éliminée par l'Australie 11 à 9,.

#### Absence de la sélection puis rappel
En juin 2014, il annonce son retrait temporaire de la sélection sans en préciser les raisons, bien qu'il semble que l'absence d'accord sur les contractuel avec la Fédération sud-africaine de rugby (SARU) soit à l'origine de la décision
Après 3 ans d'absence, il est rappelé en juin 2017 par Allister Coetzee pour la série de trois matches à domicile face à la France, en raison des absences de Patrick Lambie et Handré Pollard.
Il est finalement une nouvelle fois rappelé en 2019 pour disputer et remporter le Rugby Championship. Il entre en jeu lors des trois rencontres.

#### Coupe du monde 2019
François Steyn est retenu par Rassie Erasmus dans le groupe de 31 joueurs qui disputeront la Coupe du monde 2019. Lors du premier match et la défaite face à la Nouvelle-Zélande 23 à 13, il est remplaçant et n'entre pas en jeu. Il participe ensuite à l'ensemble des matchs des Springboks, et devient double champion du monde à la suite de la victoire en finale face à l'Angleterre.
Il devient ainsi le deuxième sud-africain, après Os du Randt (1995 et 2007), à être sacré champion du monde à deux reprises. Comme son compatriote, 12 ans sépare ses deux titres, un exploit réalisé uniquement par ces deux joueurs.

## Palmarès

### En club et province
- Vainqueur de la Currie Cup en 2008 et 2013 avec les Natal Sharks et en 2023 avec les Free State Cheetahs.
- Finaliste du Super 14 en 2007 et 2012 avec les Sharks.
- Finaliste de la Top League en 2016 avec les Toshiba Brave Lupus.
- Vainqueur du Challenge européen en 2016 avec le MHR.
- Finaliste du Top 14 en 2018 avec le MHR.

### En équipe nationale
- 78 sélections en équipe d'Afrique du Sud de 2006 à 2022
- 168 points (11 essais, 13 transformations, 25 pénalités, 3 drops)
- Sélections par année : 3 en 2006, 14 en 2007, 10 en 2008, 9 en 2009, 6 en 2010, 5 en 2011, 6 en 2012, 3 en 2017, 11 en 2019, 7 en 2021 et 4 en 2022

Au Tri-nations puis Rugby Championship :
- Éditions disputés : Tri-nations 2007, Tri-nations 2008, Tri-nations 2009, Tri-nations 2010, Tri-nations 2011, The Rugby Championship 2012, The Rugby Championship 2019, The Rugby Championship 2021 et The Rugby Championship 2022.
- Vainqueur du Tri-nations en 2009
- Vainqueur du Rugby Championship en 2019

En coupe du monde :
- Double Champion du monde en 2007 et en 2019
  - 2007 : 7 sélections (Samoa, Angleterre deux fois, Tonga, États-Unis, Fidji, Argentine) et 17 points (1 essai, 4 pénalités)
  - 2011 : 4 sélections (Pays de Galles, Fidji, Namibie, Samoa) et 21 points (3 essais, 2 pénalités)
  - 2019 : 6 sélections (Namibie, Italie, Canada, Japon, Pays de Galles, Angleterre) et 5 points (1 essai contre le Canada)

## Style de jeu
François Steyn est un joueur très polyvalent, capable de jouer ouvreur, centre, ailier et arrière.
Joueur adroit, agile et puissant, il est réputé pour la puissance et la précision de son jeu au pied. Il impressionne régulièrement les observateurs par ses pénalités et drops de plus de 60 mètres,.

## Statistiques en équipe nationale
Au 29 mars 2023, François Steyn compte 78 sélections sous le maillot des Springboks, inscrivant un total de 165 points. Il a été sélectionné pour la première fois avec les Springboks le 11 novembre 2006 contre l'Irlande.
En 2012, il devient le plus jeune joueurs à atteindre les 50 sélections avec les Springboks. Record qui sera battu en 2016 par Eben Etzebeth.

### Coupe du monde
| Édition               | Rang               | Résultats Afrique du Sud | Résultats Steyn | Matchs Steyn |
| --------------------- | ------------------ | ------------------------ | --------------- | ------------ |
| France 2007           | Vainqueur          | 7 v, 0 n, 0 d            | 7 v, 0 n, 0 d   | 7/7          |
| Nouvelle-Zélande 2011 | Quart de finaliste | 4 v, 0 n, 1 d            | 4 v, 0 n, 0 d   | 4/5          |
| Japon 2019            | Vainqueur          | 6 v, 0 n, 1 d            | 6 v, 0 n, 0 d   | 6/7          |